# Santuario de Fátima (El Cuervo)
El santuario de Fátima es un lugar de culto mariano situado en el municipio de El Cuervo, provincia de Teruel (Comunidad Autónoma de Aragón, España). 
Se halla en una cueva en la montaña, al noroeste de la población y fue construido por iniciativa privada mediados los años noventa (1995).

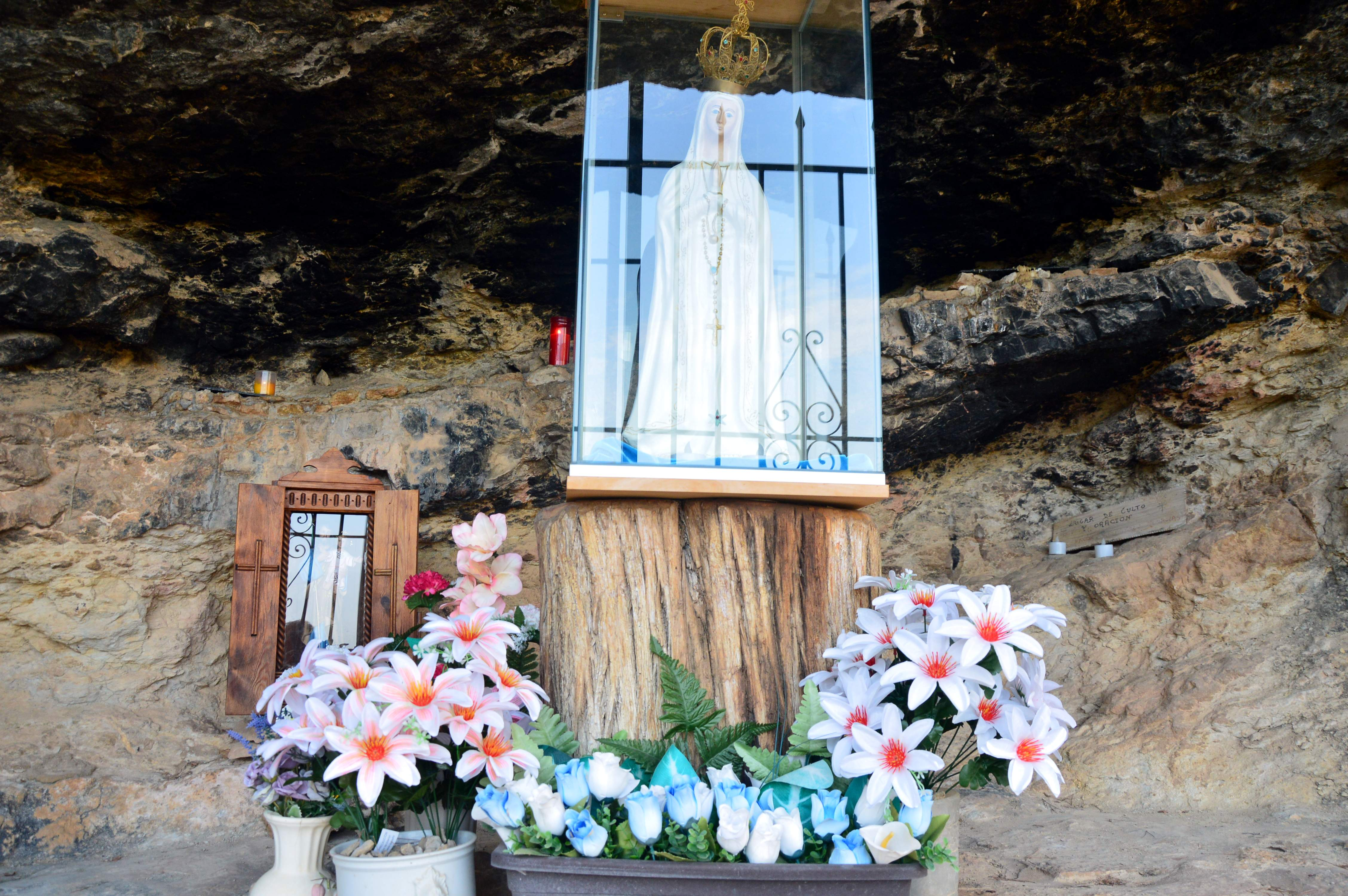
Detalle de la imagen de la Virgen de Fátima en el Santuario de El Cuervo, Teruel.

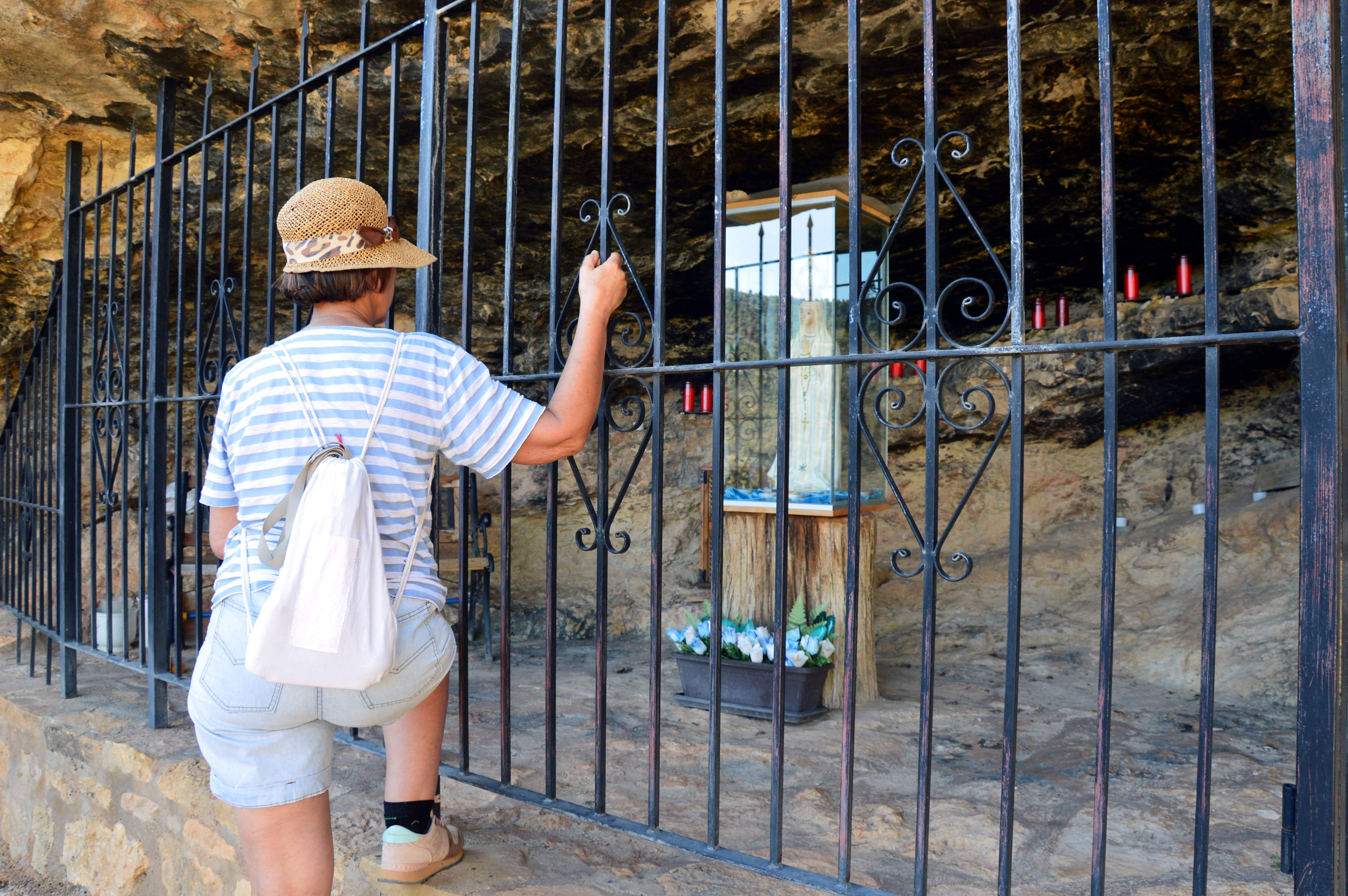
Vista parcial del Santuario de Fátima de El Cuervo, Teruel.

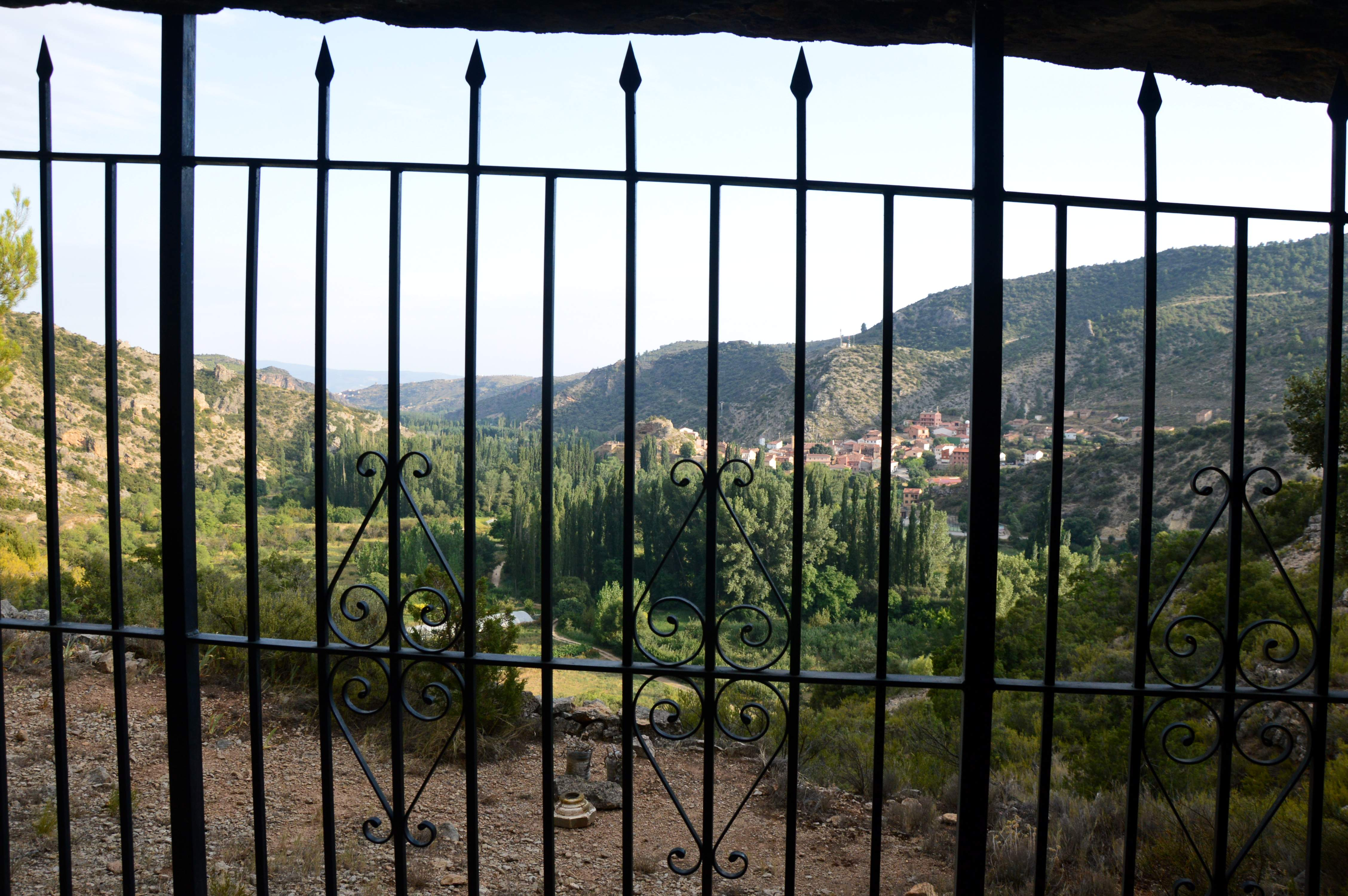
Vista del caserío de El Cuervo (Teruel) desde el Santuario de Fátima.

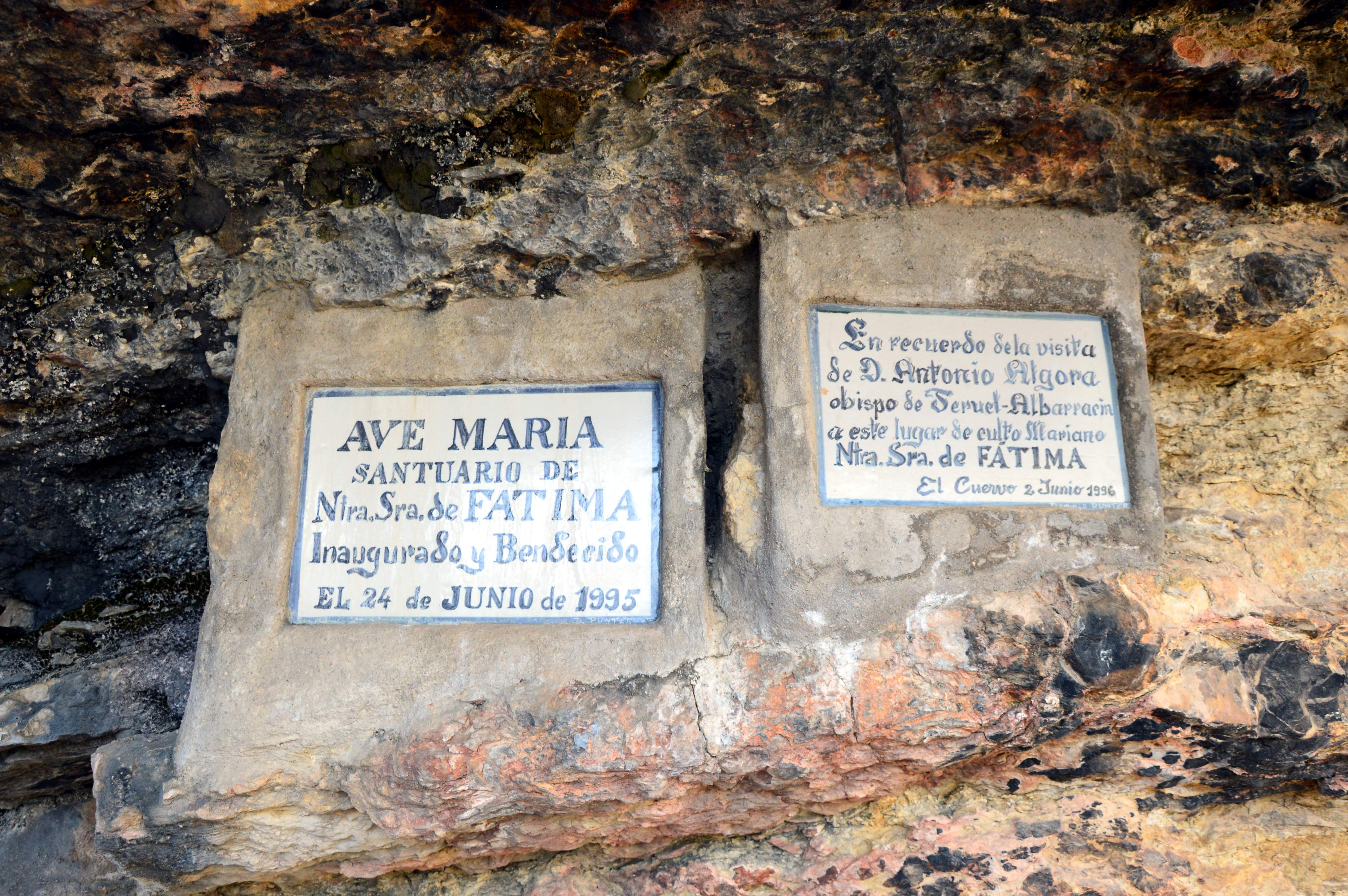
Detalle de ladrillos de cerámica conmemorativos en el Santuario de Fátima en El Cuervo, Teruel.

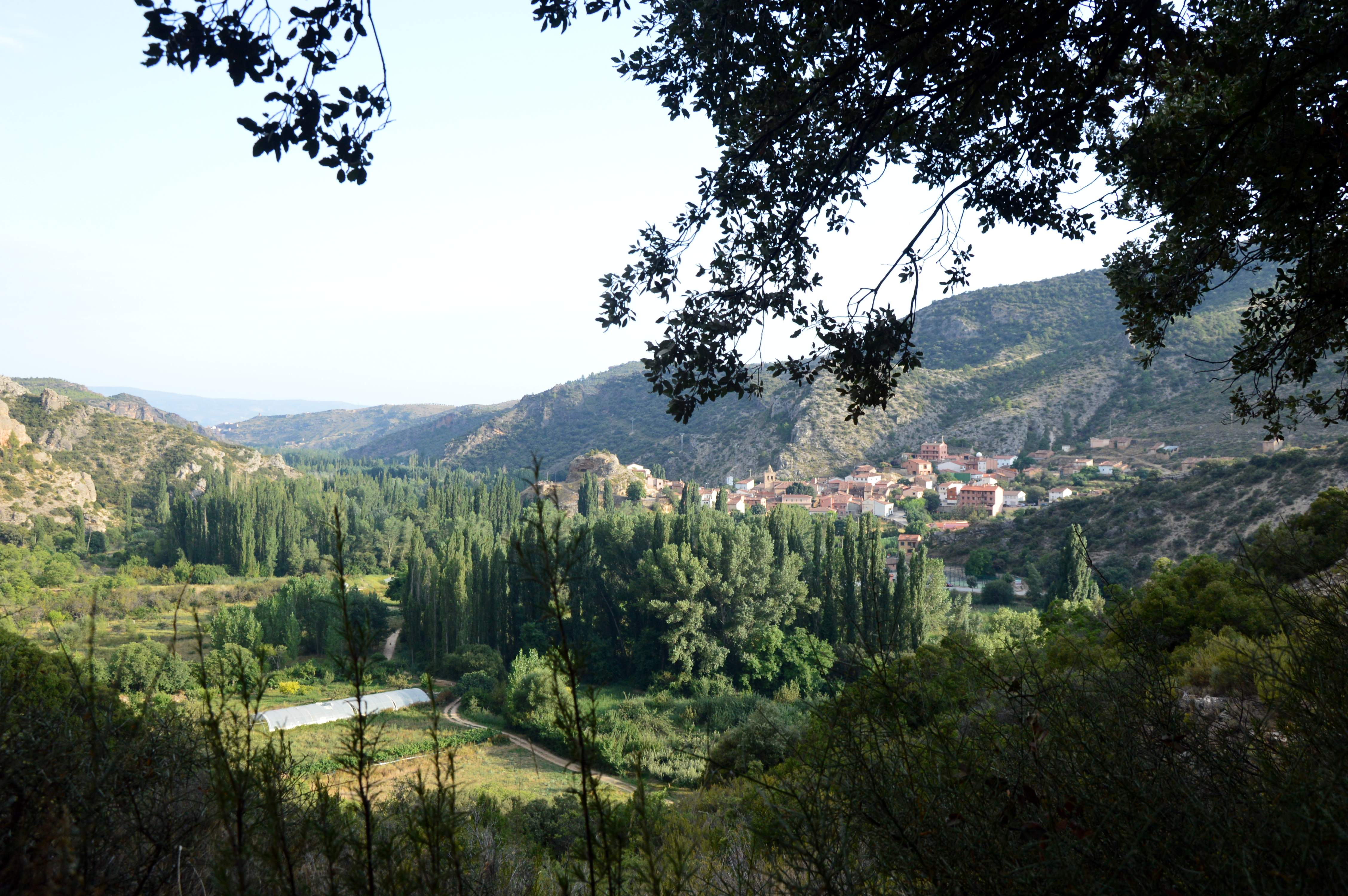
Vista general del caserío de El Cuervo (Teruel), desde el exterior Santuario de Fátima en El Cuervo, Teruel.

## Historia
Mediado el siglo XIX (1847), Madoz censa tres edificios religiosos en la localidad: la iglesia parroquial (Nuestra Señora de la Asunción), que tenía por anexa la de Veguillas de la Sierra, y dos ermitas: una en el interior de la población (San Roque), hoy desaparecida y otra fuera (San Pedro), en estado ruinoso en la actualidad.
Tras la desaparición de las antiguas ermitas, en el municipio quedan la iglesia parroquial, dos pilones devocionales (Virgen del Carmen y Virgen del Pilar), y el Santuario de Fátima.
El Santuario fue construido a instancias de vecinos de la localidad encabezados por el señor Francisco Javier Domingo Alonso (1959-2014) mediados los años noventa del pasado siglo XX: el lugar fue inaugurado y bendecido el 24 de junio de 1995, siendo visitado por el obispo de Teruel-Albarracín, monseñor Antonio Ángel Algora el 2 de junio de 1996.

## Ubicación y acceso
Se halla en una cueva natural situada en la ladera meridional del monte del Rato, en posición septentrional respecto a la población, a unos veinte minutos del pueblo caminando. Para arribar al Santuario hay que cruzar el puente sobre el río Ebrón y seguir el camino de Quinchuelas hasta un cruce de caminos que hay poco más arriba. 
En el cruce hay un poste de señalización que indica el Sendero Botánico, siguiendo por la izquierda. En este punto hay que dejar el camino principal y continuar por la derecha, una antigua trocha que lleva a las partidas de secano del Rato.
Unos cientos de metros más arriba hay que dejar el camino del Rato y continuar por la izquierda, se trata de una senda que discurre por la ladera del monte y que lleva directamente al Santuario.

## Descripción
El Santuario está ubicado en una espaciosa cueva natural que posee una amplia visera de piedra caliza: entre los lugareños la cavidad es conocida como “Cueva de doña María”.
El lugar de culto posee piso de lajas de piedra, sobre elevado sobre el nivel del recinto, y se halla protegido por una verja metálica en ángulo, con la puerta de acceso en la parte que mira la entrada. Un cronista describe el recinto:

«El piso de la capilla está empedrado de lajas de piedra, en el centro se alza la imagen de la Virgen de Fátima sobre un tronco de rústica sabina a modo de pedestal; la imagen está protegida por una urna de cristal, a modo de la que existe en la Cueva de Iria de la ciudad de Fátima, Portugal. La figura se representa en estilo tradicional, vestida de blanco, con una túnica que le cubre de la cabeza a los pies y una corona sobre la cabeza, las manos juntas en oración y con un rosario pendiente./ […] A los pies de la sagrada imagen, junto al tronco de sabina lucen ramos de flores artificiales dispuestas en jarros y macetas. Por detrás hay una caja de madera encristalada con la representación de san José (estas cajas se utilizaban para pasarlas entre los vecinos de casa en casa: una tradición de origen franciscano con finalidad devocional y petitoria), y multitud de cirios encendidos dispuestos en las repisas de piedra que forma el muro de la cueva».
El Santuario de Fátima y la Cruz de Peña Blanca en El Cuervo, Teruel, Alfredo Sánchez Garzón

Tanto el techo como las paredes de la cueva aparecen enhollinados, como si en tiempos anteriores se hubiera encendido algún fuego dentro. El mismo visitante escribe:

«En su conjunto, el recinto es muy sencillo, todo él dispuesto de forma rústica y natural, invitando al recogimiento y la oración -un lugar propicio para meditar y rezar el Santo Rosario-: no en vano la imagen de la titular del Santuario lleva por nombre “Nuestra Señora del Rosario de Fátima”, y porta un rosario entre sus manos».
El Santuario de Fátima y la Cruz de Peña Blanca en El Cuervo, Teruel, Alfredo Sánchez Garzón

Junto a la verja de entrada hay un par de placas de cerámica adosadas al muro de la cueva. La de la izquierda reza:
- «AVE MARIA/ SANTUARIO DE/ Ntra. Sra. de FÁTIMA/ Inaugurado y Bendecido/ EL 24 de JUNIO de 1995».

En la de la derecha, puede leerse:
- «En recuerdo de la visita/ de D. Antonio Algora/ obispo de Teruel-Albarracín/ a este lugar de culto Mariano/ Ntra. Sra. de FÁTIMA/ El Cuervo 2 Junio 1996».

Desde el Santuario puede disfrutarse de una estupenda vista de El Cuervo, situado en un segundo plano del panorama, al otro lado del Ebrón, entre el Cerro de San Pedro (donde las ruinas de la ermita de su nombre) y la eminencia del Castillo: el castillo de El Cuervo se halla en la línea visual del de Castielfabib. El caserío lo centra la peculiar torre-campanario de la iglesia parroquial (Nuestra Señora de la Asunción), con los montes fronteros cerrando el horizonte al meridión. Sigue diciendo el cronista:

«El magnífico panorama se ve enaltecido por la fronda de los árboles que pueblan la vega del Ebrón, su feraz huerta contrasta con las laderas montañosas pobladas de arbustos que conforman las márgenes del valle. En el extremo occidental del Santuario, frente a la cueva, crece una soberbia encina, mientras que a la izquierda, próximo a la entrada, luce un joven pino negral. Junto al muro que sostiene el abancalamiento de la placeta crecen unos algunos lirios».
El Santuario de Fátima y la Cruz de Peña Blanca en El Cuervo, Teruel, Alfredo Sánchez Garzón